# Civitacampomarano
Civitacampomarano là một đô thị ở tỉnh Campobasso trong vùng Molise thuộc nước Ý, có vị trí cách khoảng 25 km về phía bắc của Campobasso.
Civitacampomarano giáp các đô thị: Castelbottaccio, Castelmauro, Guardialfiera, Lucito, Lupara, Trivento.
It is the birthplace of Napoleonic soldier and Neapolitan patriot Gabriele Pepe.